# Флаг Чудовского района
Флаг Чу́довского муниципального района Новгородской области Российской Федерации.
Флаг является официальным символом муниципального образования — Чудовский муниципальный район.

## История
Первый флаг города был утверждён в 1997? году. Согласно уставу Чудовского района Новгородской области, флаг представлял собой:

Прямоугольное полотнище с равновеликими горизонтальными полосами: верхняя полоса — белого цвета, средняя — лазоревого цвета и нижняя — белого цвета. В левом верхнем углу на белой полосе расположен герб Чудовского района. Отношение ширины флага к его длине — 1:2.

Геральдическое описание герба гласило: «на красном поле щита, обрамленном золотой каймой, два чёрных медведя, поддерживающие две перекрещённые, горящие белым пламенем спички белого цвета с чёрными головками. Выше — сплетённые в кольцо, золочёные колос злака и шестерня. На внутреннем поле кольца — изображение раскрытой книги белого цвета, обведённой чёрным контуром, с вложенным в неё гусиным пером чёрного цвета».
30 сентября 2008 года, по рекомендации Геральдического совета при Президенте Российской Федерации, решениями Думы Чудовского муниципального района № 297 и № 298, были утверждены новые герб и флаг района. Флаг представляет собой:

Прямоугольное полотнище с отношением ширины к длине 2:3, воспроизводящее композицию герба Чудовского муниципального района, в красном, жёлтом, белом, чёрном и синем цветах.

Геральдическое описание герба гласит: «в червлёном поле лазоревый столб, поверх всего накрест два прямых серебряных посоха с чёрными навершиями, горящими серебряными пламенами, поддерживаемые по сторонам двумя сообращёнными золотыми медведями».